# Anand Satyanand
Anand "Satch" Satyanand, PCNZM, QSO, KStJ (sinh ngày (22 tháng 7 năm 1944 ở Auckland) là Toàn quyền New Zealand. Trước đây ông là luật sư, thẩm phán và nhân viên kiểm tra.

## Thời thơ ấu và gia đình
Satyanand sinh ra tại Auckland trong một gia đình Ấn Độ-Fiji, ông bà của ông đã đến Fiji từ Ấn Độ vào năm 1911. Họ đã kết hôn ở đảo Nukulau. Cha của Satyanand là Mutyala Satyanand được sinh ra ở Sigatoka năm 1913 và lần đầu đến New Zealand năm 1927 để theo học trung học. Mẹ ông là Tara Tillak, một y tá đến từ Suva và kết hôn với cha ông, một bác sĩ, sau khi đến New Zealand.
Satyanand học trường Sacred Heart College, Auckland và sau đó là Đại học Auckland. Thoạt đầu ông theo một khóa học trung cấp y, nhưng sau đó ông cho rằng "...thực tế tôi không đủ giỏi để được theo học trường y. Nhìn lại năm đó, tôi nhớ rằng một trong những thứ mà tôi cảm thấy hứng thú là tranh luận và các cuộc gặp diễn đàn liên quan đến sinh viên." Thay vào đó, ông theo học ngành luật và đã nhận được bằng cử nhân luật năm 1970. Ông đã làm luật gia trong 12 năm tiếp theo đó, ban đầu là cho hãng Greig Bourke and Kettelwell. Sau đó, ông đã làm luật sư cho Crown Law Office. Ông đã làm cho Hội đồng Hội luật Khu vực Auckland từ năm 1979 cho đến khi ông được bổ nhiệm làm thẩm phán của Tòa án quận New Zealand năm 1982.
Trong cuộc tổng tuyển cử năm 1975, Satyanand và vợ đã giúp David Lange trong lần ứng cử lần đầu không thành công vào nghị viện.
Năm 1995, ông được bổ nhiệm làm một nhân viên kiểm tra (tiếng Anh: ombudsman) và phục vụ nhiệm kỳ 5 năm. Giữa năm 2005 và đến khi ông được bổ nhiệm là Toàn quyền, ông đã làm chủ tịch của Diễn đàn Đặc biệt của bệnh nhân nội trú của các bệnh viện tâm thần. Hai ông bà có ba con đã lớn

## Toàn quyền New Zealand
Satyanand được Elizabeth II, Nữ hoàng New Zealand bổ nhiệm chức Toàn quyền, theo đề nghị của Thủ tướng Helen Clark. Ông đã thay thế Dame Silvia Cartwright làm Toàn quyền New Zealand ngày 23 tháng 8 năm 2006. Việc ông được bổ nhiệm đã được các lãnh đạo Đảng trong Quốc hội hoan nghênh. Ông là Toàn quyền New Zealand đầu tiên có gốc châu Á và cũng là người theo Công giáo La Mã giữ chức Toàn quyền.
Ông cũng là người đầu tiên tại văn phòng Toàn quyền không có tước hiệp sĩ (đại tá Thomas Gore Browne, một Toàn quyền New Zealand giai đoạn 1855 - 1861, cũng không có tước hiệp sĩ nhưng đã được phong tước trong thời gian tại vị). Tuy nhiên, các thay đổi gần đây có nghĩa là khi nhậm chức vụ Toàn quyền, ông đã được phong tước tướng công (The Honourable) suốt đời..

### Các cuộc đàm phán đảo chính Fiji
Ngày 30 tháng 11 năm 2006, Satyanand đã làm chủ nhà một cuộc họp giữa thủ tướng Fiji Laisenia Qarase và chỉ huy quân đội Fiji, thiếu tướng Frank Bainimarama tại Dinh chính phủ ở Wellington, trong một nỗ lực giải quyết cuộc khủng hoảng gia tăng ở Fiji. Dù ông đã làm chủ nhà cuộc họp, ông đã không tham gia thảo luận do bộ trưởng ngoại giao New Zealand, Winston Peters làm chủ tọa. Ván bài của Satyanand là nỗ lực nghiêm túc của cộng đồng quốc tế ngăn chặn cuộc đảo chính quân sự xảy ra vào ngày 5 tháng 12.